# Joyashree Roy
Joyashree Roy (* 1. Oktober 1957) ist eine indische Wirtschafts-, Energie- und Klimawissenschaftlerin. Sie wurde 2018 zur Inhaberin des neu eingerichteten Bangabandhu-Lehrstuhls am Asian Institute of Technology berufen.

## Leben
Roy erwarb einen Doktorgrad an der Jadavpur-Universität. Sie war eine Stipendiatin des Indian Council of Social Sciences Research und eine Postdocstipendiatin der Ford-Stiftung am Lawrence Berkeley National Laboratory in den Vereinigten Staaten. Sie war an der Abteilung für Volkswirtschaftslehre der Jadavpur University tätig.
Der Bangabandhu-Lehrstuhl für Nachhaltige Energie wurde nach Unterzeichnung einer Absichtserklärung zwischen dem Asian Institute of Technology (AIT) und dem Außenministerium der Regierung von Bangladesch am 15. März 2018 offiziell eingeweiht. Roy wurde als Professorin die erste Lehrstuhlinhaberin.

## Wirken
Roy befasst sich mit einer nachhaltigen Nutzung von Energie und vertritt dabei einen ganzheitlichen Ansatz.
Roy ist eine der Verfasserinnen des Vierten Sachstandsberichts des IPCC (2007). Sie ist eine der Verfasserinnen des Sonderberichts 1,5 °C globale Erwärmung des IPCC (2018).

## Veröffentlichungen (Auswahl)
- J. Roy: The rebound effect: some empirical evidence from India. In: Energy Policy. Band 28, Nr. 6-7, 2000, S. 433–438.
- E. Worrell, L. Bernstein, J. Roy, L. Price und J. Harnisch: Industrial energy efficiency and climate change mitigation. In: Energy Efficiency. Band 2, Nr. 2, 2009, S. 109.
- S. Dasgupta und J. Roy: Understanding technological progress and input price as drivers of energy demand in manufacturing industries in India. In: Energy Policy. Band 83, 2015, S. 1–13.